# Chloronana thola
Chloronana thola är en insektsart som beskrevs av Delong och Freytag 1964. Chloronana thola ingår i släktet Chloronana och familjen dvärgstritar. Inga underarter finns listade i Catalogue of Life.